# Sinagoga Ades
A Sinagoga Ades, (hebraico: בית הכנסת עדס), também conhecida como A Grande Sinagoga Ades da Gloriosa Comunidade de Aleppo, está localizada no bairro Nachlaot de Jerusalém, Israel; foi fundada por imigrantes sírios em 1901. Ela é considerada o centro da hazzanut síria em Israel.

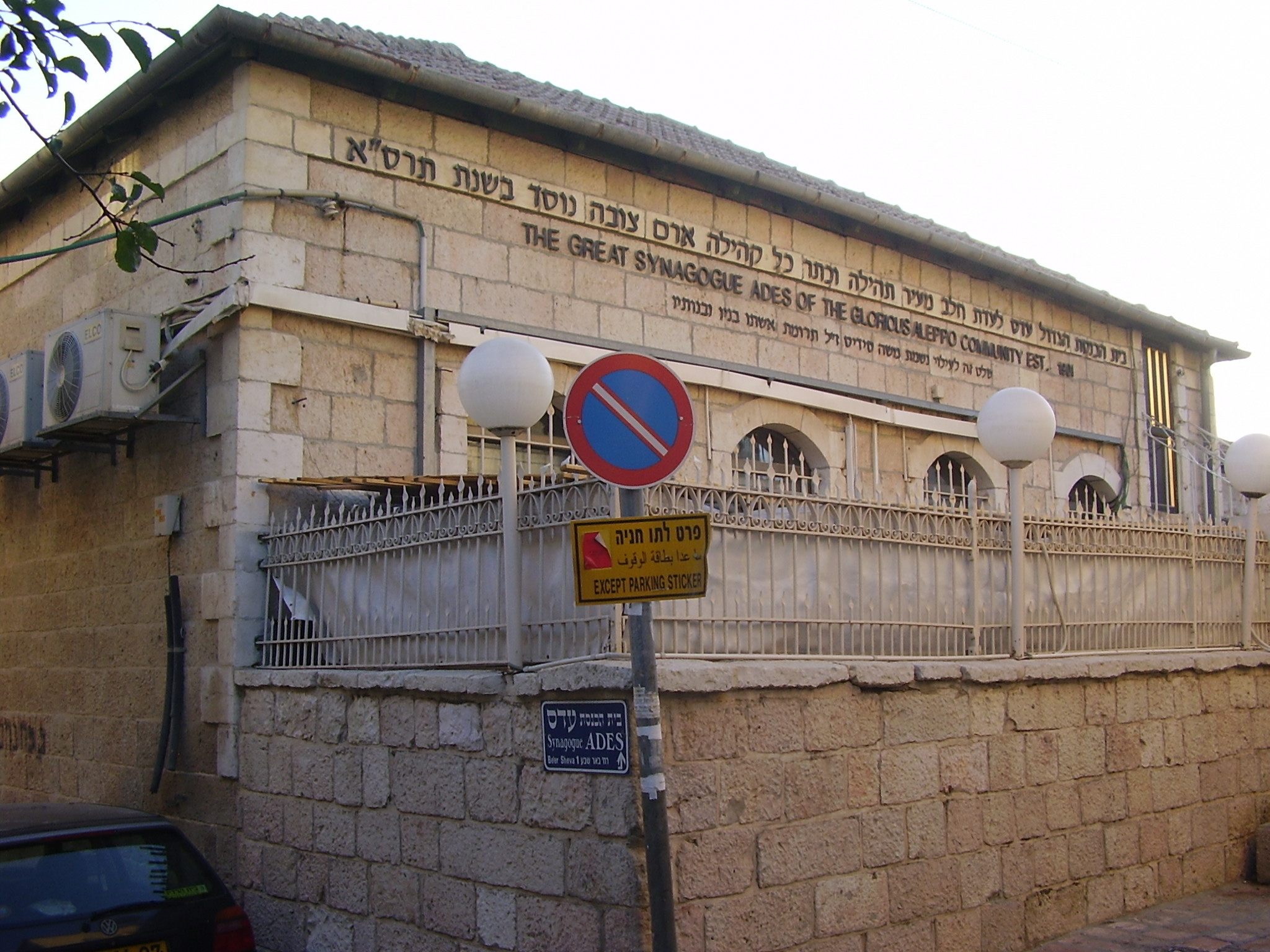
A sinagoga Ades.

## Origem
No final do século XX, muitos membros da comunidade judaica da Síria emigraram, fugindo da perseguição e antissemitismo e para escapar também da crise econômica que veio com a queda do Império Otomano. Enquanto muitos se estabeleceram em Inglaterra, os Estados Unidos da América e América Latina, algumas famílias se mudaram para a Terra Santa. A maioria dos membros da comunidade eram operários, lojistas ou comerciantes.
Depois de algum tempo, a sinagoga foi oficialmente criada em 1901 por uma comunidade judaica de Alepo, Síria. Ela tem o nome de dois primos que financiaram a construção: Ovadia Yoshiahu Ades e Yosef Yitschak Ades. Yosef Ades era um homem rico, com conexões no governo otomano e um membro do Conselho da cidade de Jerusalém. A nova sinagoga foi concebida como uma instituição no bairro, e naquele tempo, foi considerada uma das mais belas sinagogas em Jerusalém. Embora solidamente construída, a sinagoga foi danificada durante a Primeira Guerra Mundial e também durante a Guerra de Independência de Israel. Hoje, a sinagoga é frequentada não só pelos judeus sírios, mas também por muitos tipos diferentes de judeus Mizrahim (por exemplo, os curdos), no entanto, a liturgia da sinagoga permanece Halabi (de Halab, Aleppo) na sua forma mais pura.

## Arquitetura
O interior da sinagoga é decorada no estilo tradicional das sinagogas no Oriente Médio, muito elaborada e cuidadosa, com tectos altos, lustres de ferro forjado, bancos de madeira que enfrentam um tablado central, uma pequena varanda na seção das mulheres e com a arca sagrada cobrindo toda a parede leste. O Aron Kodesh (Arca Sagrada), feito da madeira de noz e coberto com intrincados desenhos geométricos embutidos com mãe-de-pérola, foi extensivamente reparado em 2001, em homenagem ao centenário da sinagoga.

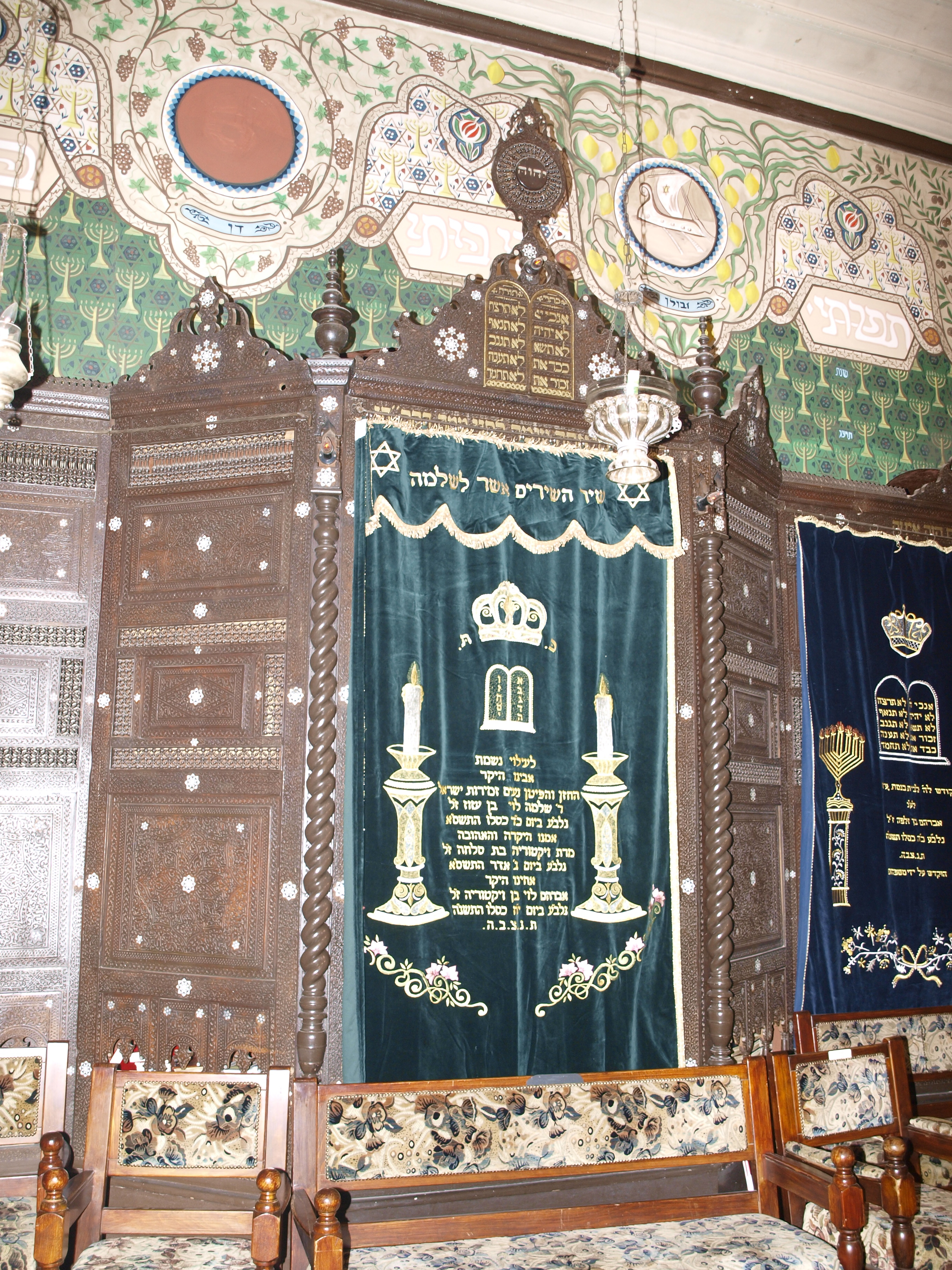
Arca Sagrada, ou Aron Ha-Kodesh, feita de madeira de nogueira entalhada a mão e incrustada com madrepérola.

Um mural retratando representações estilizadas das Doze Tribos de Israel, visíveis ao longo da parte superior das paredes, foi pintado entre os anos 1911-1912 por Yaakov Stark, um professor da Academia recém-formada de Arte e Desenho Bezalel. Stark era parte de um grupo de artistas e intelectuais da Segunda Aliya secular que procurou criar uma nova e vibrante cultura em Jerusalém. Com o tempo, o mural foi parcialmente redesenhado e a pintura desapareceu. No entanto, recentemente foi restaurada.

## Centro daHazzanut
A Sinagoga Ades atrai muitos visitantes de Israel e do exterior, em parte por causa do seu estilo litúrgico exclusivo. Ades tem dois serviços religiosos diários no período da manhã (inclusive aos sábados (Shabbat) e festas), e um serviço combinado na tarde e à noite que começa pouco antes do anoitecer. Reconhecida como um centro de hazzanut síria (estilo de cantar litúrgico judaica do Oriente Médio), Ades é uma das duas sinagogas em Jerusalém (e talvez do mundo) que mantém a antiga tradição de Baqashot, poesia cabalística cantada nas horas da manhã do Shabbat, durante os meses de inverno. As sessões de Baqashot começam geralmente às 3 da manhã e a sinagoga é normalmente cheia com os visitantes.
Os hazzanim (cantores) da Sinagoga Ades estão considerados os cantores de maior prestígio da comunidade judia síria. Em muitos casos, cantores chegam especificamente para esta sinagoga para aprender hazzanut e maqamot. Ao longo do século passado, muitos cantores famosos surgiram da Sinagoga Ades. Os serviços de oração na sinagoga Ades diferem apenas ligeiramente dos serviços prestados em outras sinagogas sírias do mondo, mas as diferentes sessões semanais do maqam podem variar de semana para semana.

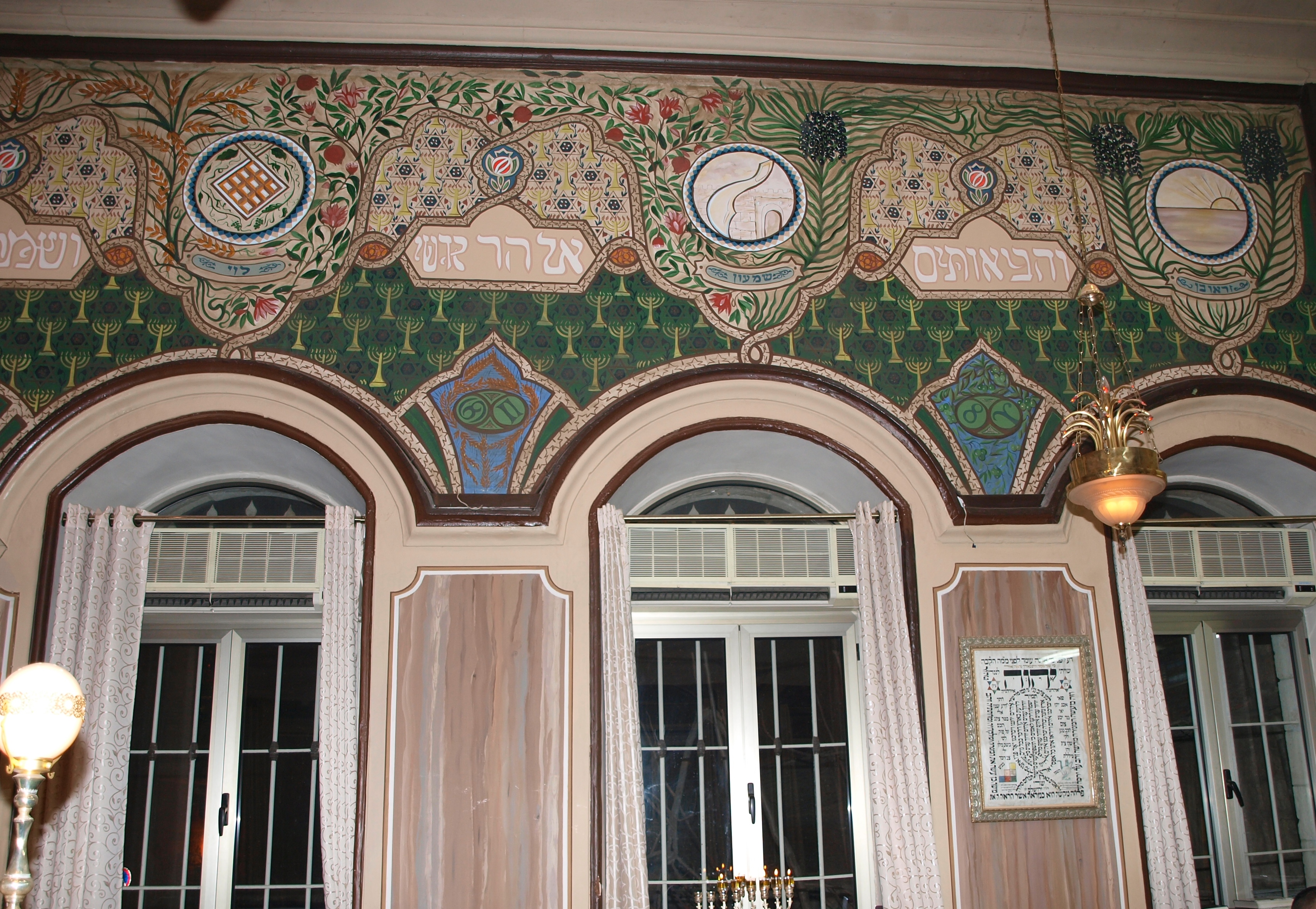
As paredes da sinagoga têm pinturas intrincadas representando as doze tribos de Israel e as sete espécies de Israel.

Nos últimos anos, Ades tem recebida grande atenção devido à combinação de seu centésimo aniversário, assinalado em 2001, o seu status especial e da tendência de maior interesse em cantar música religiosa judia o pizmonim. A sinagoga é uma parada regular para passeios em Nachlaot, não só como um lugar que muitos judeus sírios de todo o mundo vão visitar em Israel para ocasiões como um bar mitzvah, casamento, ou apenas para participar de uma sessão de Baqashot. A comunidade mantém ligações com sua rica história e tradição de geração em geração . Além disso, a sinagoga tem produzidos DVDs e CDs de Baqashot e outras músicas religiosas.